# Trematomus eulepidotus
Trematomus eulepidotus är en fiskart som beskrevs av Regan, 1914. Trematomus eulepidotus ingår i släktet Trematomus och familjen Nototheniidae. Inga underarter finns listade i Catalogue of Life.